# Дик Акселсон
Дик Акселсон (швед. Dick Axelsson; рођен 25. априла 1987. у Стокхолму, Шведска) професионални је шведски хокејаш на леду који игра на позицији левог крила у нападу. 
Тренутно наступа за швајцарску екипу ХК Давос у швајцарској елитној НЛА лиги са којом је у марту 2014. потписао двогодишњи уговор.
Са сениорском репрезентацијом Шведске освојио је титулу светског првака на првенству 2013. играном у Шведској, те бронзану медаљу на Светском првенству 2014. у Минску. 

## Клупска каријера
Акселсон је играчку каријеру започео у јуниорском саставу екипе Худинге из јужног предграђа Стокхолма још 2002. године, а прве утакмице у професионалној конкуренцији одиграо је за исти тим током сезоне 2005/06. (23 утакмице и 17 голова). Одмах по окончању те сезоне током које је његова екипа обезбедила пласман из треће у другу лигу Шведске, Акселсон је учествовао на улазном драфту НХЛ лиге где га је као 62. пика у другој рунди драфта одабрала екипа Детроит Ред Вингса. 
Након још једне сезоне у матичном клубу у другој лиги, 2007. прелази у редове једног од најбољих шведских клубова свих времена Јургордена, али је након свега једне и по сезоне послат на позајмицу у екипу Ферјестада у којој је окончао сезону 2008/09. (освојивши титулу националног првака Шведске).
Након неколико одиграних утакмица у екипи Гранд Рапидса у АХЛ лиги (филијали Ред Вингса) почетком сезоне 2009/10, Акселсон се враћа у Шведску, у редове Ферјестада са којим је у сезони 2010/11. дошао до своје друге титуле победника СХЛ лиге (уз укупно 30 поена у лигашком и 10 у плејоф делу сезоне). По окончању сезоне 2010/11. уврштен је у идеалну поставу првенства. И наредне три сезоне провео је у шведској елитној лиги, прво играјући за екипу Модо хокеја (сезона 2011/12), а потом и за Фрелунду (сезоне 2012/13. и 2013/14). 
Последњег дана марта 2014. потписао је двогодишњи уговор са швајцарским прволигашем Давосом.

## Репрезентативна каријера
Иако је за сениорску репрезентацију Шведске дебитовао још 2008, први наступ на важнијим такмичењима забележио је на Светском првенству 2013. чији заједнички организатори су били Шведска и Финска. На том такмичењу на којем је Шведска освојила титулу светског првака, Акселсон је одиграо укупно 8 утакмица и остварио учинак од 3 асистенције.
Био је део националног тима који је на наредном СП 2014. у Минску освојио бронзану медаљу. Иако је на том турниру одиграо свих 10 утакмица остварио је скроман учинак од тек једне асистенције.